# Phreatia brachystachys
Phreatia brachystachys är en orkidéart som beskrevs av Rudolf Schlechter. Phreatia brachystachys ingår i släktet Phreatia och familjen orkidéer. Inga underarter finns listade i Catalogue of Life.